# 普蘭峰
47°34′24″N 14°38′24″E / 47.57333°N 14.64000°E

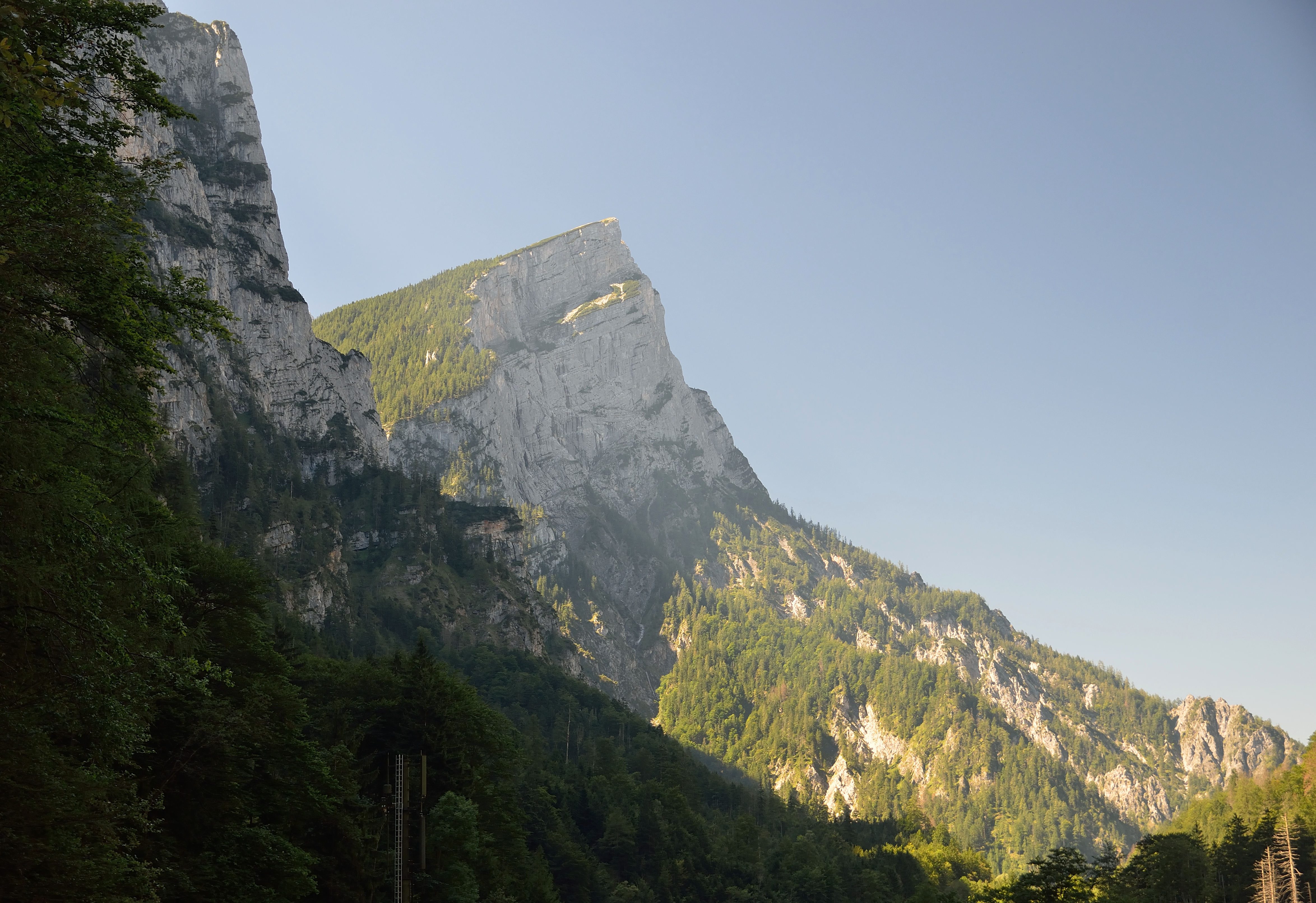

普蘭峰（德語：Planspitze），是奧地利的山峰，位於該國東南部，由施泰爾馬克州負責管轄，屬於恩斯塔爾阿爾卑斯山脈的一部分，海拔高度2,117米，每年平均降雨量1,513毫米。